# Mehpare Bozyiğit-Kirchmann
Mehpare Bozyiğit-Kirchmann (* in der Türkei) ist eine Journalistin und Buchautorin. Sie war von 2003 bis 2006 die Direktorin der deutschen Repräsentanz von TÜSİAD.
Bozyigit promovierte in Hamburg, arbeitet als Fernsehjournalistin und begründete die Deutsch-Türkische Stiftung mit. 2005 verlieh ihr Horst Köhler das Verdienstkreuz am Bande des Verdienstordens der Bundesrepublik Deutschland. Als Grund wurde vor allem „ihr hohes soziales Engagement in Berlin“ und ihr „Einsatz zur deutsch-türkischen Völkerverständigung und zur Integration der türkischen Migranten in Deutschland“ genannt.

## Werke
- Ankara oder die Vergeblichkeit der Liebe (1997)
- Die andere Türkei (2005; mit Michel Friedman)

## Einzelbelege
1. ↑  http://www.aufbau-verlag.de/index.php4?page=64&show=1001714@1@2Vorlage:Toter+Link/www.aufbau-verlag.de+(Seite+nicht+mehr+abrufbar,+festgestellt+im+April+2019.+Suche+in+Webarchiven) Datei:Pictogram+voting+info.svg Info:+Der+Link+wurde+automatisch+als+defekt+markiert.+Bitte+prüfe+den+Link+gemäß+Anleitung+und+entferne+dann+diesen+Hinweis.
2. ↑  http://www.presseportal.de/pm/53221/641346/tuesiad@1@2Vorlage:Toter+Link/www.presseportal.de+(Seite+nicht+mehr+abrufbar,+festgestellt+im+April+2019.+Suche+in+Webarchiven) Datei:Pictogram+voting+info.svg Info:+Der+Link+wurde+automatisch+als+defekt+markiert.+Bitte+prüfe+den+Link+gemäß+Anleitung+und+entferne+dann+diesen+Hinweis.

| Personendaten    | Personendaten               |
| ---------------- | --------------------------- |
| NAME             | Bozyiğit-Kirchmann, Mehpare |
| ALTERNATIVNAMEN  | Mehpare Bozyigit            |
| KURZBESCHREIBUNG | Journalistin und Autorin    |
| GEBURTSDATUM     | 20. Jahrhundert             |
| GEBURTSORT       | Türkei                      |